# Elizabeth Tollet
 Elizabeth Tollet  (* 11. März 1694 in England; † 1. Februar 1754 in Westham, Essex) war eine britische Mathematikerin und Dichterin.

## Leben und Werk
Tollet wuchs im Tower of London auf, wo ihr Vater als Kommissar der britischen Marine lebte. Nach dem Tod ihrer Mutter kümmerte sie sich um ihre jüngeren Geschwister und blieb ihr Leben lang unverheiratet. Ihr Vater unterrichtete sie in Sprachen, Geschichte, Poesie, Mathematik und sie sprach fließend Latein, Italienisch und Französisch. Sie erlangte Lateinkenntnisse, die für Frauen ihrer Zeit unkonventionell waren. Zu den Hausgästen ihrer Familie gehörte Isaac Newton, der sie auch ermutigte, ihre Ausbildung fortzusetzen. Frauen wurde der Zugang zu den Universitäten und Institutionen wie die Royal Society verweigert, da sie für ungeeignet gehalten wurden. Diejenigen, die ihre Begabung zeigten, wurden in Satiren dargestellt. Dennoch praktizierten und lehrten trotz ihrer begrenzten Bildungschancen einige herausragende Frauen im 17. Jahrhundert und 18. Jahrhundert Naturphilosophie. Tollet ist nicht nur wegen ihrer Verbindung mit Newton interessant, sondern auch weil ihr Leben und ihre Poesie neue Einstellungen zur Naturphilosophie im England des 18. Jahrhunderts und Veränderungen lieferten. Poesie war dabei ein wichtiges didaktisches Medium zur Verbreitung Newtonscher Ideen. In ihren Gedichten hat sie Newton und seine wissenschaftlichen Bilder aufgenommen und bietet ein ungewöhnliches Beispiel für Frauen des 18. Jahrhunderts, die sich mit der Naturphilosophie beschäftigen.
Einige Zeit nach 1720 zog sie in das Landhaus ihres Vaters Betley Hall in Staffordshire, das ein bedeutendes Haus in einem großen Anwesen war. Später zog sie nach Stratford und dann in das Dorf Westham, Essex (heute bekannt als West Ham), wo sie starb. Sie vermachte ihrem jüngsten Neffen das beträchtliche Vermögen, das sie von ihrem Vater geerbt hatte und ihr vermutlich ein angenehmes Leben ermöglicht hatte.
Ihr erstes Gedicht wurde 1724 anonym veröffentlicht und sie wurde erst gegen Ende des 20. Jahrhunderts als Autorin identifiziert. Eine umfangreichere Sammlung von Gedichten wurde 1755 unter ihrem eigenen Namen veröffentlicht und 1970 eine überarbeitete Ausgabe.
1756 wurden etwa dreißig von ihren poetischen Psalmen von einem Londoner Buchhändler Henry Dell veröffentlicht. 1780 nahm der bekanntere Verleger John Nichols mehrere ihrer Gedichte in seine Gedichte auf, einschließlich ihrer 1927 geschriebenen Elegie für Newton.

## Veröffentlichungen (Auswahl)
- Poems on Several Occasions; with Anne Boleyn to King Henry VIII: An epistle. London: John Clarke, 1724, 1755, 1760.
- Poems on several occasions. With Anne Boleyn to King Henry VIII. An epistle. By Mrs. Elizabeth Tollet. The second edition, 2010, ISBN 978-1-140-71729-4